# ناحية الطار
ناحية الطار هي ناحية عراقية تقع في جنوب العراق في محافظة ذي قار جنوب شرق مدينة الناصرية، وتتبع إداريًا إلى قضاء سوق الشيوخ، تعدّ الناحية الأقل من حيث عدد السكان في محافظة ذي قار التي يزيد عدد سكانها عن 25 ألف نسمة. وتمتاز بكثرة العشائر الاصيلة فيها.